# Karl August Werner
Karl August Werner (* 14. März 1876 in Mülhausen; † 12. Oktober 1936) war ein deutscher Jurist und Oberreichsanwalt von 1926 bis zu seinem Tod.

## Leben
Der Sohn eines evangelischen Oberlehrers legte seine 1. juristische Staatsprüfung 1897 ab. Die 2. juristische Staatsprüfung bestand er mit „gut“. 1907 wurde er Amtsgerichtsrat in Dammerkirch. Im nächsten Jahr wurde er Staatsanwalt in Colmar. Im Ersten Weltkrieg war er Hauptmann der Landwehr. Anfang Mai 1918 wurde er Staatsanwaltschaftsrat. Im Mai 1919 wurde er Kommissarischer Hilfsarbeiter bei der Reichsversicherungsanstalt für Angestellte. Zwei Monate später wurde er Kommissarischer Hilfsarbeiter im Reichsjustizministerium. Zum Geheimen Rat und Vortragenden Rat wurde er im November ernannt. Im nächsten Jahr wurde er Ministerialrat. Seit 1923 leitete er die Abteilung IV, zuständig für Verwaltungs- und Verfassungsrecht sowie für Hoch- und Landesverratssachen. September 1926 wurde er Oberreichsanwalt. Initiiert hatte die Ernennung die „graue Eminenz“ der Weimarer Justiz Curt Joël. Er war ein Beispiel der damaligen reaktionären Beamtenschaft:

„Joël trägt wie Werner die Liebe zur Republik so tief versteckt im Herzen, daß niemand sie finden kann.“

Als die beabsichtigte Ernennung im Mai 1926 ruchbar wurde, lief die demokratische Presse Sturm. Georg Bernhard, der Chefredakteur der „Vossischen Zeitung“ schrieb am 30. Mai, dass „Werner sich zweifellos andere Ideale eines Staatsaufbaus vorstelle, als den, der unbedingt auf der demokratisch-sozialen Linie liege.“ Ebenso protestierten Stimmen aus der DDP, die – allerdings erfolglos – die Ernennung Werners verhindern wollte, weil sie an dessen Verfassungstreue zweifelte.
Eine von der preußischen Staatsregierung angestrebte Anklageerhebung wegen der Ausführungen Adolf Hitlers im Ulmer Reichswehrprozess 1930 verschleppte Werner vorsätzlich, so dass es zu keinem späteren Gerichtsverfahren mehr kam. Werner verharmloste einen Tag nach Veröffentlichung der Boxheimer Dokumente 1931 in einem Interview mit der Telegraphen-Union diese Dokumente: Die in ihnen beschriebenen Gewaltmaßnahmen richteten sich ja gar nicht gegen die gegenwärtige Regierung, sondern gegen mögliche kommunistische Aufständische, und er habe die Hausdurchsuchung nicht veranlasst. Er war Ankläger im Reichstagsbrandprozess, wo er Hinweisen auf eine Mitverantwortlichkeit der Nationalsozialisten als potentielle Täter nicht nachging.
Werner war nach Robert Kempner Parteimitglied, nach Friedrich Karl Kaul nicht. In seiner 2016 veröffentlichten Dissertation zur Strafverfolgungspraxis der Reichsanwaltschaft erklärt Malte Wilke, Werner sei spätestens 1933 in die NSDAP eingetreten, habe seine Mitgliedschaft aber versucht geheim zu halten.
1936 dankte ihm Reichsrechtsführer Hans Frank posthum überschwänglich:

„Du halfst uns in den Tagen der Boxheimer Dokumente. Ich danke dir im Namen des Führers […] für diese Tat […]. Dein Name leuchtet unter den ersten Kämpfern der Bewegung, du warst ein Mitarbeiter des Führers“